# توتوسبورت
صحيفة توتو سبورت (بالإيطالية: Tuttosport)‏، هي صحيفة رياضية إيطالية مخصصة لتغطية مختلف الألعاب الرياضية. تأسست في 1945 في تورينو إيطاليا. و تقوم بتغطية أخبار فريقي يوفنتوس ونادي تورينو. تعتبر الصحيفة من أشهر 3 صحف إيطالية رياضية بجوار لاغازيتا دييلو سبورت وكوريري ديلو سبورت.
أنشات الصحيفة في 30 يوليو 1945، بواسطة لاعب نادي تورينو السابق ريناتو كاسالبوري و الذي توفي في كارثة سوبرجا الجوية عام 1949، وكانت بدايتها تصدر مرتبين إسبوعيا، وفي 1946 أصبحت ثلاث تصدر ثلاث طبعات في الأسبوع، ومنذ 12 مارس 1951 أصبحت تصدر يوميا. استهدف الصحيفة الأشخاص المهتمين بالرياضة في تورينو وروما وميلانو وجنوى.
ابتداءً من 2003، فإن الصحيفة تقوم بمنح جائزة الفتى الذهبي سنوياً لأفضل لاعب كرة قدم تحت 21 سنة.

## جائزة الأصغر
جائزة الأصغر تُمنح لأصغر لاعب كرة قدم يتم ترشيحه في تاريخ جائزة الفتى الذهبي.
| 2023 | لامين يامال | إسبانيا | برشلونة | [ 2 ] |

## وصلات خارجية
- نسخة إالكترونية